# پل مناره بازار
مناره بازار گسکر یکی از بناهای برجای مانده از دوران سلجوقیه می‌باشد که در ۹ کیلومتری صومعه سرا در مسیر جاده شاه عباس صفوی قرار گرفته شده‌است. این بنای تاریخی معماری مخروطی شکل داشته و از جمله آثار تاریخی استان گیلان و شهرستان صومعه سرا می‌باشد.

## مناره صومعه سرا در گیلان
معماری مناره گسکر گیلان از مقطعی دایره ای شکل تشکیل شده و هر چه به سمت ارتفاع آن می‌رویم از آن کاسته شده تا به ارتفاع ۱۲متری برسیم. این مناره در ابتدا ۳۰ متر ارتفاع داشت اما بر اثر گذر زمان ۵ متر آن تحت شرایط جوی و ۱۳ متر براثر زلزله ای که آمد تخریب شد. این پل در مجموع ۶۶ متر طول و با احتساب جان پناه‌ها، ۲۵/۶ متر عرض داشته‌است.